# مدرسة أبولو

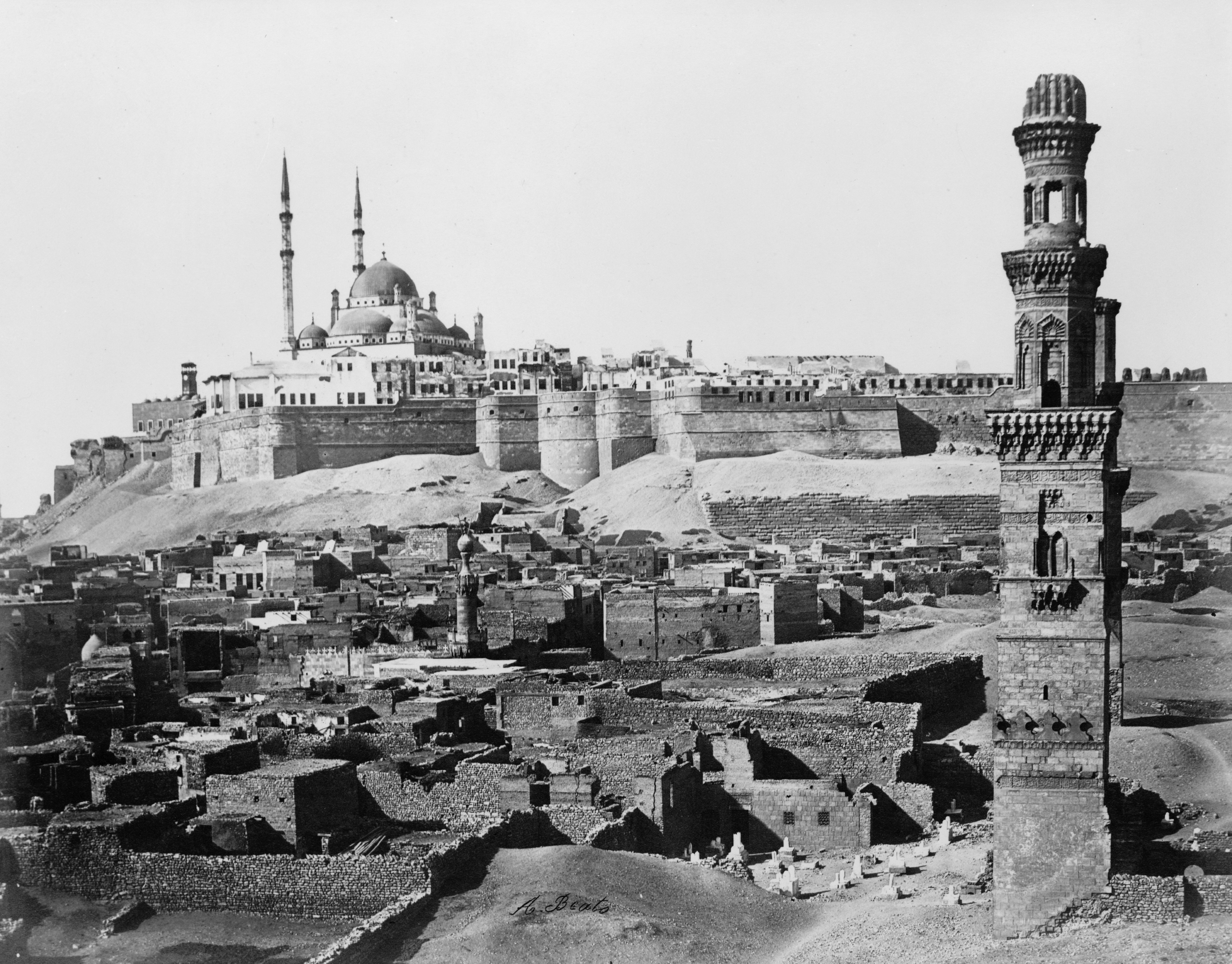

جماعة أبولو الشعرية هي إحدى المدارس الأدبية الهامة في الأدب العربي الحديث. مؤسسها هو الشاعر أحمد زكي أبو شادي الذي ولد في عام 1892م. ضمت الجماعة شعراء الوجدان في مصر والوطن العربي، ومن روادها: إبراهيم ناجي، وعلي محمود طه، وأبي القاسم الشابي، ومحمد عبد المعطي الهمشري وصالح جودت وعلي العناني، وكامل كيلاني، ومحمود عماد، وجميلة العلايلى صلاح أحمد إبراهيم. 

## بداية مدرسة أبولو
ظهرت في العقد الرابع من القرن العشرين بعد أن واجه الديوانيون الشعراء المحافظين في معركة أدبية بينهما.
وبعد أن توقف عبد الرحمن شكري عقب صدور ديوانه السابع أزهار الخريف سنة 1918م، وعارضه صديقاه: العقاد والمازني، ثم انصراف المازني إلى الصحافة والقصة والمقال، وبقى العقاد وحده من الديوانيين تشغله أنواع أدبية أخرى غير الشعر. وبعد أن صار الطابع العام من الديوانيين هو المبالغة في الذهنية الجافة، ووجدنا العقاد يقترب من بعض ماسبق أن نقده من سمات الشعراء المحافظين من مدح، وتهان، ورثاء، وارتباط بالمناسبات.
وفي هذا الواقع الشعري الذي شهد تجمد الإحيائيين المحافظين والديوانيين، ظهرت مدرسة أبولو محاولة أن تتجاوز الاتجاهين السابقين وتكمل ما بها من نقص.
وأقترن شعر هذه المدرسة بظهور مجلتها «أبولو» التي ظهرت سنة 1932م، وتكونت جمعية أبولو في العام نفسه حاملة نفس الاسم، واتخذوا خليل مطران أبا روحياََ لهم.

## سبب تسمية مدرسة أبولو
سميت المجموعة بهذا الاسم نسبة إلى صحيفتهم صحيفة أبولو التي أصدرها شعراؤها عام 1932. تسمية جماعة أبولو بهذا الاسم يوحي من زاوية خفيفة باتساع مجالات ثقافتهم وإبداعهم كما اتسمت بوظائف (الإله الاغريقية أبولو) التي تتصل بالتنمية الحضارية ومحبة الفلسفة وإقرار المبادئ الدينية والخلقية. واتجاه هذه المدرسة هو الاتجاه الرومانسي. واللفظ «أبوللو» مأخوذ من «أبوللون» وحذفت النون للتخفيف، إله النور والفن والجمال عند اليونان واتخاذ هذا الاسم يدل على التأثر بالثقافات الأجنبية عند رواد مدرسة أبولو.

## بماذا تأثرت مدرسة أبولو
تأثروا بشعر الرومانتيكيين الأوروبيين، وبخاصة الإنجليز، نتيجة ثقافة أصحاب هذا الاتجاه فقد عاش رائد المدرسة أحمد زكي أبو شادي نحو عشر سنوات في إنجلترا يدرس الطب، وأجاد زملاؤه: إبراهيم ناجي، وعلي محمود طه، ومحمد عبد المعطي الهمرشي، وصالح جودت... وغيرهم اللغات الأجنبية، واطلعوا على الآداب الأوروبية والروسية.
وتأثر شعراؤها بأدب المُهاجَر، وبخاصة شعر جبران خليل جبران مما جعلهم يتجهون بشعرهم وجهة عاطفية حادة.

## أهم الصفات المميزة للمدرسة
وجد هؤلاء الرومانسيون على اختلاف إبداعهم في صورة الحب الحزين والمحروم الذي ينتهي إما بفراق وإما بموت معادلا موضوعيا ليأسهم في الحياة وعجزهم الاقتصادي وعجزهم عن التصدي للواقع. كانت صورة الإنسان في أدبهم فردا سلبيا حزينا، وهذا ما نجده واضحا في أشعار إبراهيم ناجي وعلي محمود طه وروايات محمد عبد الحليم عبد الله ومحمد فريد أبو حديد ويوسف السباعي وازدهار المسرح والرواية في هذه المرحلة يدل دلالة واضحة وأكيدة على الرغبة الواعية في الهروب من الواقع. كانت المدرسة أقل إثارة للجدل من مدرسة الديوان. لاحقا أغلقت مجلة أبولو بسبب خلاف مع عباس محمود العقاد.

## أعمال رواد مدرسة أبولو
لقد صدر لأعضاء هذه المدرسة إنتاج شعري قليل، قبل صدور المجلة، منذ أخرج منشئ هذه المدرسة أحمد زكي أبو شادي ديوانه الأول (أنداء الفجر) سنة 1911م
ومن بعض أعمالهم (أطياف الربيع - وأشعة وظلال - وعودة الراعي - وفوق العباب - واليبوع)لـأحمد زكي أبو شادي
وأغنيات على النيل لـصالح جودت وأغاني الكوخ لـ محمود حسن إسماعيل
و (من وراء الظلام - والمساء الحزين - ورثاء فجر - وأنشودة الراعي - ومن أغاني الرعاة - وصوت من السماء) لـ أبي القاسم الشابي.
ونرى من اختياراتهم لأسماء قصائدهم حب الطبيعة والولع بها وبجمالها، ومناجاتها ومخاطبتها.

## اقرأ أيضاً
- علي محمود طه
- إبراهيم ناجي
- أحمد زكي أبو شادي
- صلاح أحمد إبراهيم
- أدب عربي
- مجلة أبولو